# Nicolas de Bouillane de Lacoste
Nicolas de Bouillane de Lacoste (29 augustus 1964) is een Frans diplomaat. In 2021 was hij beoogd ambassadeur in Wit-Rusland. Sinds 2022 is hij ambassadeur voor Frankrijk in Suriname.

## Biografie
De Bouillane de Lacoste is een zoon van diplomaten en groeide op in Chili. Het was in deze tijd, 1973, dat Augusto Pinochet de democratische regering van Salvador Allende omverwierp. In het gezin was de politieke situatie het gesprek van de dag. Op latere leeftijd was hij in 2008 voor een studiereis in Brazilië. Ook woonde hij in China en Rusland.
De Lacoste is een beroepsdiplomaat. Hij zou in 2021 ambassadeur worden in Wit-Rusland, maar moest het land verlaten, nog voordat hij de kans kreeg om zijn geloofsbrieven te overhandigen aan president Aleksandr Loekasjenko. Hij kreeg dat verzoek van het Wit-Russische ministerie van Buitenlandse Zaken, nadat de uitslag van de presidentsverkiezingen niet werden erkend door Frankrijk en andere Europese landen. Bij elkaar was hij tien maanden in Wit-Rusland.
Vervolgens was hij speciaal gezant in Litouwen, met als taak om contact te onderhouden met de Wit-Russische oppositie onder leiding van Svetlana Tichanovskaja.
In augustus 2022 werd hij benoemd tot ambassadeur in Suriname. De Bouillane de Lacoste overhandigde op 28 september 2022 zijn geloofsbrieven aan president Chan Santokhi. Tijdens zijn termijn bezocht hij Moiwana en sprak hij met familieleden van vermoorde slachtoffers. Hoewel het bloedbad in 1986 plaatsvond, 37 jaar eerder, voelde het voor de nabestaanden als kort geleden. Dit deed hem denken aan Chili, dat bij hem ook nog vers in het geheugen ligt.